# Maig de 1940
Maig de 1940 o Maig del 1940 (títol original en francès, En mai, fais ce qu'il te plaît) és una pel·lícula francesa dirigida per Christian Carion, estrenada l'any 2015. S'ha doblat al valencià per a À Punt; també s'ha subtitulat al català oriental.

## Argument
En maig 1940, diversos milions de persones abandonen el nord de França amb la finalitat d'escapar a la invasió alemanya. Entre ells, un alemany que ha hagut de fugir del seu país marxa a buscar el seu fill, que ha agafat la carretera al costat d'un grup de grangers.

## Repartiment
- August Diehl: Hans
- Olivier Gourmet: Paul
- Mathilde Seigner: Mado
- Alice Isaaz: Suzanne
- Matthew Rhys: Percy
- Joshio Marlon: Max
- Laurent Gerra: Albert
- Jacques Bonnaffé: Roger

## Producció

### Gènesi i desenvolupament
El guió està inspirat en l'èxode de 1940 a França. El maig del mateix any, l'exèrcit alemany envaeix Bèlgica a continuació França passant per les Ardenes. Vuit milions de Francesos abandonen llavors la seva llar per migrar cap al sud. La pel·lícula ha estat rodada l'estiu de 2014 a Nord – Pas de Calais, sobretot a les carreteres situades al voltant del poble de Lebucquière, en el qual el realitzador va passar una part de la seva infantesa.
El productor Christophe Rossignon és un bon col·laborador de Christian Carion: ha produït cadascun dels seus llargmetratges des del primer, Une hirondelle a fait le printemps. El conjunt dels productors i les societats Pathé i Nord Oest films han concedit a Christian Carion i el seu equip un pressupost de 15,2 milions d'euros, o sigui el cinquè més gran pressupost del cinema francès l'any 2015.

### Guió
Per escriure el guió, Christian Carion en part es va inspirar en la història de la seva mare. Procedent de la ciutat de Cambrai, en el Nord, aquesta va agafar el camí de l'èxode el 17 de maig, com els 8 milions de francesos que van fugir de l'exèrcit alemany, el maig de 1940. Mentre que el mariscal Pétain els assimilava a « fuyards », Carion estima al contrari que estan «blidats de la història oficial», pels quals el cinema s'ha interessat poc.
Amb la finalitat d'ajustar-se millor a la realitat històrica, el director ha recollit nombrosos relats de persones que ho van viure. Va fer una crida a testimonis, presentada així: 
« Us necessito a vosaltres, als vostres testimonis sobre aquelles setmanes on tot es va capgirar. Aquesta pel·lícula serà vostra d'alguna manera perquè provaré d'alimentar-me el millor possible del que els vostres avis o fins i tot vosaltres mateixos heu guardat a la memòria ».

### Repartiment dels papers
En mai, fais ce qu'il te plaît marca la segona col·laboració entre Christian Carion i Mathilde Seigner, després d'Une hirondelle a fait le printemps. El realitzador retroba igualment August Diehl, que ja havia dirigit en Bon Nadal. Aquest és d'origen alemany, com el personatge que interpreta a la pantalla. Matthew Rhys, i ell fa el paper d'un soldat escocès, tot i que en realitat procedent de Gal·les.

### Música
La música de la pel·lícula ha estat composta per Ennio Morricone i interpretada amb l'orquestra Roma Sinfonietta. És el supervisor de la música, Pascal Mayer de Noodles Supervision, qui ha contactat el « mestre » italià. Irònicament, la muntadora Laure Gardette havia utilitzat algunes antigues composicions d'Ennio Morricone pel premuntatge. Quan aquest ha vist aquest muntatge, ha declarat « la pel·lícula és superba, hauríeu de comprar aquestes músiques !  . El realitzador i el supervisor Pascal Mayer han aconseguit finalment convèncer-lo anant a casa seva, a Roma.
Altres peces presents en la pel·lícula
- Amour du mois de Mai – Édith Piaf[10]
- Menilmontant – Ray Ventura
- Vous qui passez sans me voir – Jean Sablon
- Quel beau jour pour moi – Jean Sablon
- No.4, Ständchen From Schwanengesang D.957 – Franz Schubert cantat per Fritz Wunderlich
- Serenade, Lied From Schwanengesang D.957 – Franz Schubert